# 긴피라

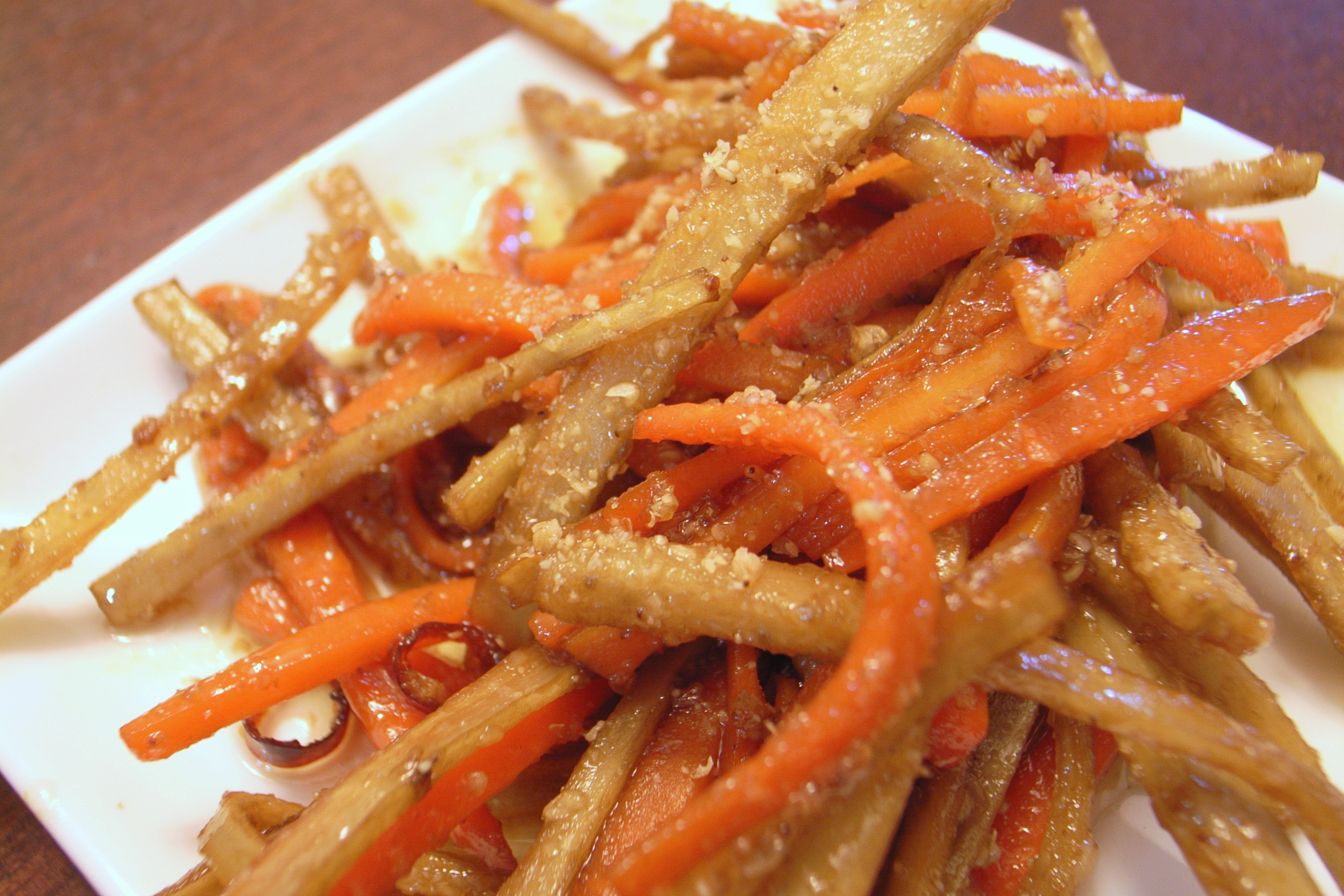
긴피라

긴피라(金平)는 일본 요리의 부식 중 하나이다. 채썰기한 야채를 설탕과 간장을 이용해 달콤하게 볶은 것이다. 여기에 우엉을 넣어서 만드면 긴피라고보(일본어: きんぴらごぼう)라고 한다.